# Anne Klein

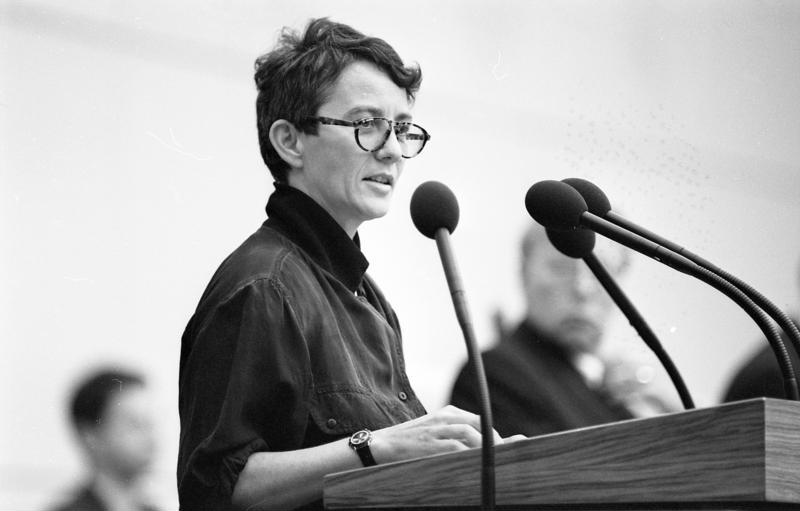
Anne Klein (1990)

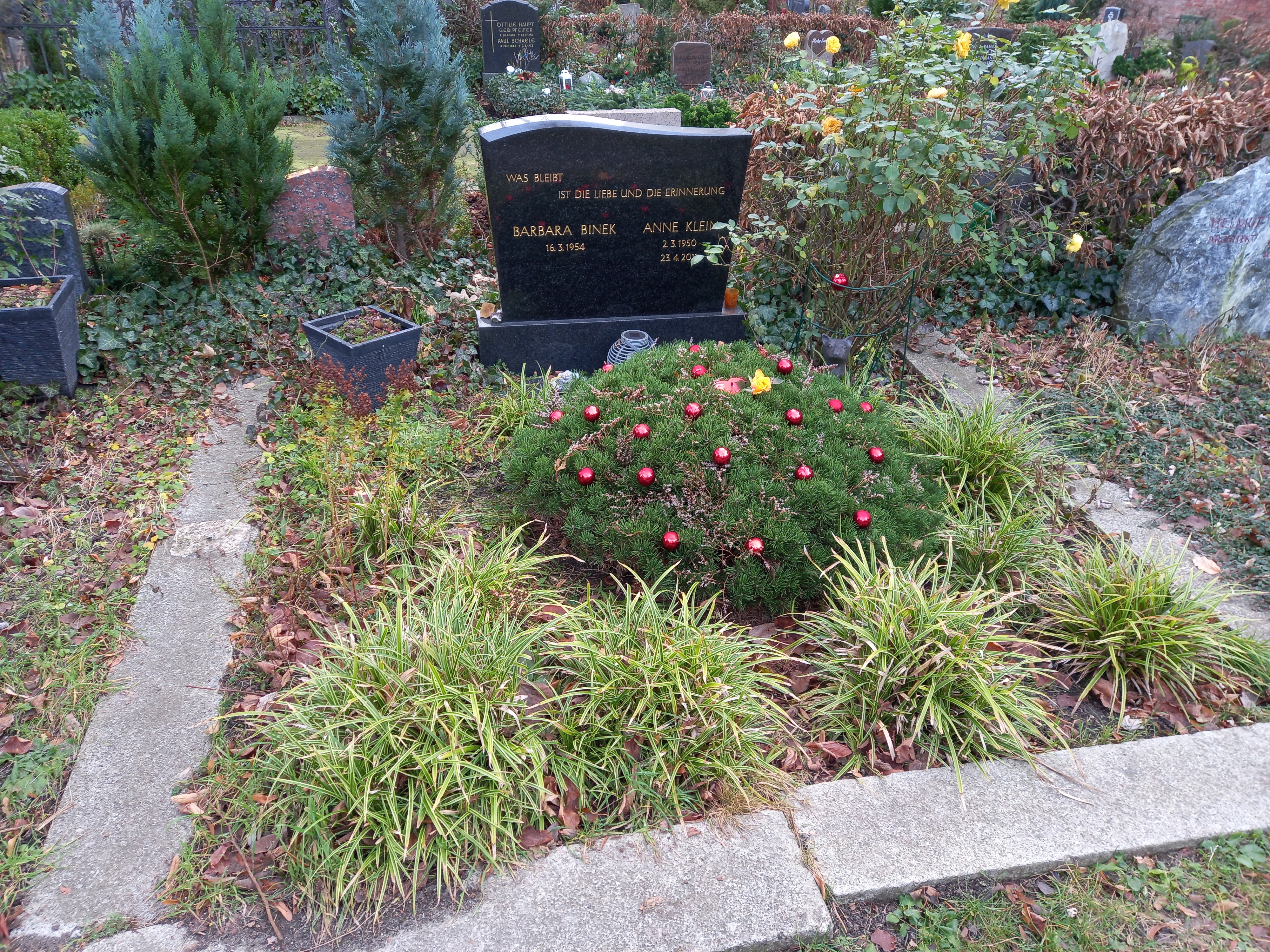
Das Grab von Anne Klein auf dem Friedhof Schöneberg III in Berlin

Anne Klein (* 2. März 1950 in Bilsdorf; † 23. April 2011 in Berlin) war eine deutsche Juristin und Senatorin des Landes Berlin. Sie setzte sich vor allem für die Rechte von Frauen und gleichgeschlechtliche Lebensweisen ein.

## Leben
Nach ihrem Abitur am Dillinger Realgymnasium hatte Klein zunächst in Saarbrücken, ab 1972 in Berlin Jura sowie Psychologie studiert. Sie engagierte sich in der Berliner Frauenbewegung und rief mit ihren Mitstreiterinnen das erste Berliner Frauenhaus und das erste feministische Rechtsberatungszentrum im Berliner Stadtteil Kreuzberg ins Leben. Nach ihrem Staatsexamen im Jahr 1978 gründete sie gegen Widerstände der Anwaltskammer die erste auf Frauenrechte spezialisierte Anwaltskanzlei in Berlin und war bis zuletzt als Fachanwältin für Familienrecht und Notarin in Berlin tätig.
Anne Klein war 27 Jahre mit Barbara Binek liiert, mit der sie zuletzt in einer eingetragenen Lebenspartnerschaft lebte. 2011 erlag Anne Klein einem Krebsleiden.

## Politisches Engagement
Von 1983 bis 1984 war Anne Klein bei der grünen Bundestagsfraktion als wissenschaftliche Assistentin im Bereich Arbeits-, Sozial- und Rentenrecht tätig. Sie verfasste für die Fraktion der Grünen einen Gesetzentwurf für ein „Antidiskriminierungsgesetz“, welches einige Jahre später – in veränderter Fassung – in den Deutschen Bundestag eingebracht wurde.
Nach dem Wahlsieg Walter Mompers am 29. Januar 1989 wurde sie als parteilose Kandidatin für die Alternative Liste zur Senatorin für Jugend, Frauen und Familie ernannt. Die lesbisch lebende Klein schuf das damals neuartige Referat für gleichgeschlechtliche Lebensweisen. Sie erreichte die finanzielle Absicherung des Projekts Wildwasser für als Kinder missbrauchte Frauen und richtete Zufluchtsorte ein für Mädchen in Krisensituationen und Frauen, die in die Prostitution geraten waren. Zudem setzte sie durch, dass die in Frauenhäusern Zuflucht suchenden Frauen nicht dafür bezahlen müssen.
Nach der Räumung der Mainzer Straße im November 1990 zerbrach die rot-grüne Koalition und Klein erklärte neben Sybille Volkholz und Michaele Schreyer ihren Rücktritt. Bereits im Sommer 1989 geriet sie als Gewinnerin von ca. 8000 DM in einem Geldspiel nach dem Schneeballsystem, für das sie Mitspieler geworben hatte, in die Schlagzeilen. Sie selber bezeichnete solche Spiele später als „asozial“ und rechtfertigte sich damit, sie habe „verdrängt“, dass es das Prinzip dieser Spiele ist, dass nur Erfolg haben kann, wer andere Personen dazu bewegt, mitzumachen.
Außer für die Fraktion der Grünen war Anne Klein in berufsrechtlichen Organisationen tätig. Sie war Vorstandsmitglied der Rechtsanwaltskammer Berlin. Als Präsidentin des Versorgungswerkes der Rechtsanwälte in Berlin (Juni 1999 bis Dezember 2006) erreichte sie einen Versorgungsanspruch für gleichgeschlechtliche Hinterbliebene. Mitte 2006 wurde sie zur Vizepräsidentin der Anwaltunion Deutschland gewählt.

## Anne-Klein-Frauenpreis
Zu Ehren Anne Kleins vergibt die Heinrich-Böll-Stiftung seit dem Jahr 2012 den Anne-Klein-Frauenpreis, mit dem sie Kleins Lebenswerk und ihren „Kampf für die Durchsetzung von Frauen- und Freiheitsrechten“ würdigt.